# Nando Angelini
Pour les articles homonymes, voir Angelini.
Ferdinando Angelini, dit Nando Angelini, né le 17 août 1933 à San Benedetto del Tronto (Ascoli Piceno, Royaume d'Italie) et mort le 3 août 2025 dans la même ville, est un acteur italien.

## Biographie
Nando Angelini est diplômé du Centro Sperimentale di Cinematografia (en italien : Centro sperimentale di cinematografia) en 1955 et a eu une importante carrière cinématographique dans de nombreux second rôles sans parvenir à devenir un acteur principal. Il a tourné dans des films de genre westerns spaghetti et péplums jusqu'à la fin des années 1960. Sa filmographie comprend plus de 80 films. Il était également actif sur scène et à la télévision. Après son mariage en 1973, il a renoncé à jouer.

## Filmographie

### Acteur de cinéma
- 1957 : T'aimer est mon destin (Amarti è il mio destino) de Ferdinando Baldi
- 1958 : Il bacio del sole (Don Vesuvio) de Siro Marcellini
- 1958 : Il segreto delle rose de Albino Principe
- 1959 : Il moralista de Giorgio Bianchi
- 1959 : Le Général Della Rovere de Roberto Rossellini
- 1959 : Due selvaggi a corte de Ferdinando Baldi
- 1959 : Guardatele ma non toccatele de Mario Mattoli
- 1959 : Tipi da spiaggia de Mario Mattoli
- 1960 : Messaline de Vittorio Cottafavi
- 1960 : Signori si nasce de Mario Mattoli
- 1960 : Totò, Fabrizi e i giovani d'oggi de Mario Mattoli
- 1960 : Meravigliosa de Carlos Arévalo et Siro Marcellini
- 1960 : Adua et ses compagnes de Antonio Pietrangeli
- 1960 : Les Pirates de la côte (I pirati della costa) de Domenico Paolella
- 1960 : I giganti della Tessaglia de Riccardo Freda
- 1960 : Chi si ferma è perduto de Sergio Corbucci
- 1960 : Le Séducteur (Il peccato degli anni verdi), de Leopoldo Trieste
- 1960 : Un dollaro di fifa de Giorgio Simonelli
- 1960 : La Princesse du Nil (La donna dei faraoni) de Victor Tourjanski
- 1961 : Le Dernier des Vikings de Giacomo Gentilomo
- 1961 : Il terrore dei mari de Domenico Paolella
- 1961 : Gli scontenti de Giuseppe Lipartiti
- 1961 : La Viaccia de Mauro Bolognini
- 1961 : Il federale de Luciano Salce
- 1961 : Orazi e Curiazi de Ferdinando Baldi et Terence Young
- 1961 : Le Jugement dernier (Il giudizio universale) de Vittorio De Sica
- 1961 : Romulus et Rémus de Sergio Corbucci
- 1961 : Caccia all'uomo de Riccardo Freda
- 1961 : Barabba de Richard Fleischer
- 1961 : Maurizio, Peppino e le indossatrici de Filippo Walter Ratti
- 1961 : Sua Eccellenza si fermò a mangiare de Mario Mattoli
- 1961 : I magnifici tre de Giorgio Simonelli
- 1962 : Ulysse contre Hercule ( Ulisse contro Ercole) de Mario Caiano
- 1962 : IV Atto: La riffa in Boccace 70 de Vittorio De Sica
- 1962 : Jules César contre les pirates (Giulio Cesare contro i pirati) de Sergio Grieco
- 1962 : Maciste contro i mostri de Guido Malatesta
- 1962 : Lasciapassare per il morto de Mario Gariazzo
- 1962 : Le Retour du fils du cheik (Il figlio dello sceicco) de Mario Costa
- 1962 : Par le fer et par le feu (Col ferro e col fuoco) de Fernando Cerchio
- 1962 : Il capitano di ferro de Sergio Grieco
- 1962 : Le Fanfaron de Dino Risi
- 1962 : La marcia su Roma de Dino Risi
- 1962 : Cléopâtre, une reine pour César (Una regina per Cesare) de Piero Pierotti et Viktor Tourjansky
- 1962 : Gli eroi del doppio gioco de Camillo Mastrocinque
- 1963 : La parmigiana de Antonio Pietrangeli
- 1963 : I soliti rapinatori a Milano de Giulio Petroni
- 1963 : Totò sexy de Mario Amendola
- 1963 : Golia contro il cavaliere mascherato de Domenico Paolella
- 1963 : Les Hors-la-loi du mariage (I fuorilegge del matrimonio) de Valentino Orsini, Paolo e Vittorio Taviani
- 1963 : Chi lavora è perduto de Tinto Brass
- 1963 : Hercule, Samson et Ulysse (Ercole sfida Sansone) de Pietro Francisci
- 1963 : Il maestro di Vigevano de Elio Petri
- 1963 : Scanzonatissimo de Dino Verde
- 1963 : Jacob, l'homme qui combattit Dieu (Giacobbe, l'uomo che lottò con Dio) de Marcello Baldi
- 1963 : Les Cavaliers de la terreur (Il terrore dei mantelli rossi) de Mario Costa
- 1963 : Goliath et le Cavalier masqué (Golia e il cavaliere mascherato) de Piero Pierotti
- 1964 : Frénésie d'été de Luigi Zampa
- 1964 : Le Temple de l'éléphant blanc (Sandok, il Maciste della giungla) d'Umberto Lenzi
- 1964 : I promessi sposi de Mario Maffei
- 1964 : Le Colosse de Rome (Il colosso di Roma) de Giorgio Ferroni
- 1964 : 002 Agents secrets de Lucio Fulci
- 1964 : Les Pirates de Malaisie d'Umberto Lenzi
- 1964 : Sambo contre les hommes-léopards (Tarzak contro gli uomini leopardo) de Carlo Veo
- 1964 : Cyrano et d'Artagnan d'Abel Gance
- 1964 : La Révolte de Sparte (La rivolta dei sette) d'Alberto De Martino
- 1964 : Appuntamento a Dallas de Piero Regnoli
- 1964 : Il gaucho de Dino Risi
- 1965 : Les Trois Visages de Franco Indovina
- 1965 : La bugiarda de Luigi Comencini (1965)
- 1965 : Il vendicatore dei Mayas de Guido Malatesta
- 1965 : Amore e morte dans Gli amanti latini de Mario Costa
- 1965 : La settima tomba de Garibaldi Serra Caracciolo
- 1965 : A 008, operazione Sterminio d'Umberto Lenzi
- 1965 : A 001, operazione Giamaica d'Ernst R. von Theumer et Mel Welles
- 1965 : Colorado Charlie de Roberto Mauri
- 1965 : Vierges pour le bourreau (Il boia scarlatto) de Massimo Pupillo
- 1965 : Agente X 1-7 operazione Oceano de Tanio Boccia
- 1965 : Super 7 appelle le Sphinx (Superseven chiama Cairo) d'Umberto Lenzi
- 1965 : Ménage all'italiana de Franco Indovina
- 1965 : Il mistero dell'isola maledetta de Piero Pierotti
- 1966 : Per un dollaro di gloria de Fernando Cerchio
- 1966 : La Guerre des planètes (I diafanoidi vengono da Marte) de Antonio Margheriti (1966)
- 1966 : Mission secrète pour Lemmy Logan (Agente Logan - Missione Ypotron) de Giorgio Stegani
- 1966 : Destination : planète Hydra (2+5 missione Hydra) de Pietro Francisci
- 1966 : A. D. 3 operazione squalo bianco de Filippo Walter Ratti
- 1966 : L'Or du shérif (Uno sceriffo tutto d'oro) d'Osvaldo Civirani
- 1967 : OK Connery de Alberto De Martino
- 1967 : Les Subversifs (I sovversivi) de Paolo e Vittorio Taviani
- 1968 : Per mille dollari al giorno de Silvio Amadio
- 1968 : Le Sadique de la treizième heure ( Nude... si muore) de Antonio Margheriti

### Acteur de télévision
- 1965 : Questa sera parla Mark Twain, de Daniele D'Anza, 1 épisode.